# LN vízibusz (Velence)
A velencei LN vagy Laguna Nord jelzésű vízibusz a San Zaccaria és a Fondamente Nove között közlekedett Punta Sabbioni és a lagúna északi szigeteinek érintésével. A viszonylatot az ACTV üzemeltette.

## Története
Az LN járat 2004-ben indult, a régi 12-es és a 14-es vízibusz összevonásával.
Az LN járat története:
| Időszak     | Járat- szám | Megállók |
| ----------- | ----------- | --- |
| 1978 – 1992 | 12          | Fondamente Nove – Murano (Faro) – Mazzorbo – Torcello – Burano – Treporti                                                                                                |
| 1978 – 1992 | 14          | Riva degli Schiavoni – Sant’Elena – Lido (Santa Maria Elisabetta) – Lido (San Nicolò) – Punta Sabbioni                                                                   |
| 1993 – 1997 | 12          | Fondamente Nove – Murano (Faro) – Mazzorbo – Torcello – Burano – Treporti                                                                                                |
| 1993 – 1997 | 14          | Riva degli Schiavoni – Lido (Santa Maria Elisabetta) – Lido (San Nicolò) – Punta Sabbioni                                                                                |
| 1998 – 2004 | 12          | Fondamente Nove – Murano (Faro) – Mazzorbo – Torcello – Burano – Treporti – Punta Sabbioni                                                                               |
| 1998 – 2004 | 14          | Riva degli Schiavoni – Lido (Santa Maria Elisabetta) – Lido (San Nicolò) – Punta Sabbioni                                                                                |
| 2004 – 2010 | LN          | San Zaccaria – Sant’Elena – Lido, Santa Maria Elisabetta – Lido, San Niccolò – Punta Sabbioni – Treporti – Burano – Torcello – Mazzorbo – Murano, Faro – Fondamente Nove |
| 2010 – 2011 | LN          | San Zaccaria – Lido, Santa Maria Elisabetta – Punta Sabbioni – Treporti – Burano – Torcello – Mazzorbo – Murano, Faro – Fondamente Nove                                  |

## Megállóhelyei
| sz. | idő (perc) | megállóhely neve              | sz. | idő (perc) | látnivalók                                 |
| --- | ---------- | ----------------------------- | --- | ---------- | ------------------------------------------ |
| 0   | 0          | San Zaccaria                  | 8   | 115        | Szent Márk tér, Dózse-palota, San Zaccaria |
| 1   | 14         | Lido (Santa Maria Elisabetta) | 7   | 101        | Santa Maria Elisabetta                     |
| 2   | 35         | Punta Sabbioni                | 6   | 80         | Punta Sabbioni                             |
| 3   | 49         | Treporti                      | 5   | 66         | Treporti                                   |
| 4   | 66         | Burano                        | 4   | 49         | Burano                                     |
| 5   | 71         | Torcello                      | 3   | 44         | Torcello                                   |
| 6   | 78         | Mazzorbo                      | 2   | 37         | Mazzorbo                                   |
| 7   | 105        | Murano, Faro                  | 1   | 10         | Faro, Stazione Sperimentale del Vetro      |
| 8   | 115        | Fondamente Nove               | 0   | 0          | Gesuiti                                    |